# Henrique VI de Inglaterra
Henrique VI de Inglaterra (6 de dezembro de 1421 — 21 ou 22 de maio de 1471) foi Rei de Inglaterra em dois períodos diferentes, primeiramente entre 1422 e 1461 e depois por um breve período de 1470 a 1471. Foi também o rei disputado da França de 1422 até 1453. Grande parte do seu reinado foi marcado pela Guerra das Rosas, entre as casas de Lencastre (à qual Henrique pertencia) e de Iorque.
Henrique era filho do rei Henrique V de Inglaterra e da sua rainha consorte Catarina de Valois, princesa de França. Devido à morte prematura do seu pai, foi filho único e subiu ao trono com poucos meses. A regência foi assumida pelos tios João, Duque de Bedford e Humphrey, Duque de Gloucester e a sua mãe foi afastada da corte e da sua educação. Henrique foi coroado rei da Inglaterra aos oito anos de idade, na Abadia de Westminster a 6 de Novembro. De acordo com o tratado de Troyes, foi o rei da França, sendo coroado na Catedral de Notre-Dame de Paris a 16 de Dezembro de 1431. No entanto, Henrique não foi aceito pela maioria da nobreza francesa, que reconheciam ao invés dele Carlos VII da França como seu monarca, e não é contabilizado como rei deste país.
Em 1453, o rei encontrava-se à beira da depressão e a sua incapacidade ditou a escolha de Ricardo, Duque de York como regente. Em 1455, Henrique sente-se restabelecido e retira todos os cargos a Ricardo de York. Esta decisão precipita o confronto aberto; pouco depois as forças de York e os partidários do rei defrontam-se na batalha de St. Albans, considerada como o início da guerra das rosas que havia de durar até 1487.
Em 1460 os York comandados por Ricardo Neville, Conde de Warwick conquistam Londres e a 4 de Março de 1461, depois da vitória na batalha de Mortimer’s Cross, Henrique VI é deposto e substituído pelo primo Eduardo de York, que se torna Eduardo IV da Inglaterra. Henrique VI é aprisionado na Torre de Londres
Ao atingir a maioridade, o rei mostrou-se um rei inseguro, pouco pragmático e muito influenciável, mais interessado em assuntos de religião que de governo. Em 1445, Henrique casou com Margarida de Anjou, uma mulher ambiciosa que depressa se tornou na verdadeira mão atrás das suas decisões. Vários nobres desagradados com a personalidade do rei e com a influência de Margarida de Anjou, começaram a conspirar para a sua substituição, apoiando a casa de York nas suas crescentes pretensões à coroa.
Henrique VI foi libertado da prisão e solenemente reinvestido como rei da Inglaterra a 30 de outubro de 1470. O seu regresso ao poder foi no entanto breve. As sucessivas vitórias de Warwick haviam-no tornado seguro demais e fizeram-no tomar atitudes menos diplomáticas para com o Ducado da Borgonha. Em resposta, o duque Carlos aliou-se ao exilado Eduardo IV da Inglaterra, conferindo-lhe a ajuda necessária para reaver a coroa. A casa de York venceu a batalha de Tewkesbury a 4 de maio de 1471, onde o príncipe de Gales morreu nos confrontos. Henrique VI foi uma vez mais deposto e colocado sob prisão na Torre de Londres. Sem querer cometer os mesmos erros do passado, Eduardo IV considerou que seria uma ameaça constante e mandou matá-lo no fim do mês de Maio.
A vida de Henrique VI foi o tema principal de uma peça em três partes de William Shakespeare. Henrique foi o fundador do colégio de Eton e do King’s College da Universidade de Cambridge.

## Menino-rei

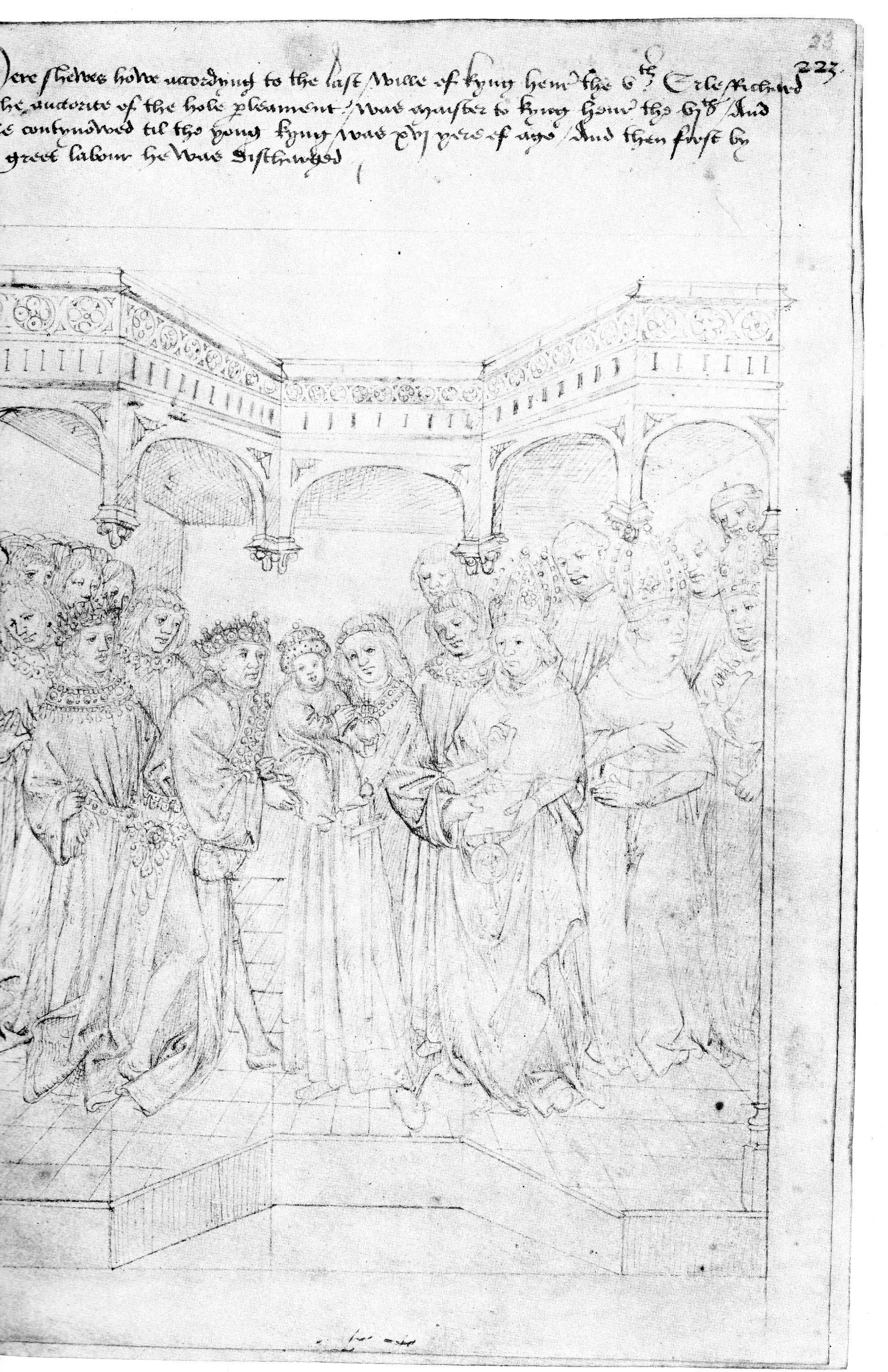
Henrique VI, com nove meses de idade, a ser deixado ao cuidado do Conde de Warwick

Henrique nasceu a 6 de dezembro de 1421 no Castelo de Windsor. Foi o único filho e herdeiro do rei Henrique V e ascendeu ao trono de Inglaterra com nove meses de idade, em 1 de setembro de 1422, um dia após a morte do pai. Henrique foi o monarca mais jovem da Inglaterra. Em 21 de outubro de 1422, em conformidade com o Tratado de Troyes de 1420, ele tornou-se rei nominal de França após a morte do seu avô, Carlos VI. A sua mãe, Catarina de Valois, na altura com 20 anos não inspirava a confiança dos nobres ingleses, uma vez que era filha de Carlos VI. Esta foi impedida de se envolver por inteiro na educação do seu filho.
Em 28 de setembro de 1423, os nobres juraram lealdade a Henrique VI, que ainda não tinha completado dois anos de idade. Estes convocaram o Parlamento em nome do rei e estabeleceram um conselho regente até que o rei fosse maior de idade. Um dos irmãos de Henrique V, João, Duque de Bedford, foi nomeado regente-sénior do reino e ficou responsável pela guerra que ocorria com a França. Durante a ausência de Bedford, o governo de Inglaterra era liderado pelo outro irmão de Henrique V, Humberto, Duque de Gloucester, que foi nomeado Lorde Protetor e Defensor do Reino. Os seus deveres limitavam-se a manter a paz e a convocar o Parlamento. O tio de Henrique V, Henrique Beaufort, Bispo de Winchester (e mais tarde Cardeal), tinha um cargo importante no Conselho. Após a morte do Duque de Bedford em 1435, o Duque de Gloucester reclamou para si a regência, mas os restantes membros do conselho opuseram-se à sua pretensão.
A partir de 1428, o tutor de Henrique passou a ser Richard de Beauchamp, Conde de Warwick, cujo pai tinha desempenhado um papel decisivo na oposição ao reinado de Ricardo II. No período entre 1430 e 1432, Henrique também teve aulas com o médico John Somerset. Os deveres de Somerset incluíam "ensinar o jovem rei e também manter a sua saúde". Somerset manteve-se na casa real até ao início de 1451, quando a Câmara dos Comuns pediu que este fosse retirado devido à sua "influência perigosa e subversiva sobre Henrique VI".
A mãe de Henrique, Catarina, voltou a casar-se com Owen Tudor e teve dois filhos com ele: Edmundo e Jasper. Mais tarde, Henrique concedeu condados aos seus meios-irmãos. Edmundo Tudor foi o pai do rei Henrique VII de Inglaterra.
Em reação à coroação de Carlos VII de França na Catedral de Reims, em 17 de julho de 1429, Henrique não tardou a ser coroado rei de Inglaterra na Abadia de Westminster em 6 de novembro de 1429, com sete anos de idade. Com 10 anos de idade, foi coroado rei de França na Catedral de Norte-Dame de Paris em 16 de dezembro de 1431. Ele foi o único rei inglês a ser coroado tanto em Inglaterra como na França. Foi pouco depois da cerimónia da sua coroação em Merton Priory no Dia de Todos os Santos, em 1 de novembro de 1437, pouco depois de ter completado 16 anos, que Henrique conseguiu alguma autoridade independente. Isto foi confirmado em 13 de novembro de 1437, mas a sua vontade de participar na administração já era aparente desde 1434. Henrique assumiu finalmente as suas funções reais plenas quando atingiu a maioridade no final de 1437, quando fez 16 anos. Tal aconteceu durante a Grande Fome dos Metais e o início da Grande Depressão na Inglaterra.

## Governo e política francesa
Henrique, que era tímido e devoto por natureza, para além de ser avesso a enganos e derrame de sangue, permitiu imediatamente que a sua corte fosse dominada por poucos nobres favoritos que não se entenderam em relação à questão francesa quando ele assumiu o controlo do governo em 1437. Após a morte do rei Henrique V, Inglaterra tinha perdido o ímpeto na Guerra dos Cem Anos, ao contrário da Casa de Valois que tinha conquistado terreno a partir das vitórias militares de Joana d'Arc em 1429. O jovem rei acabou por favorecer uma política de paz com a França e, consequentemente, a fação do Cardeal Beaufort e de William de la Pole, Conde de Suffolk, que tinha opiniões semelhantes. O Duque de Glouscester e Ricardo, Duque de Iorque, que defendiam que se devia dar seguimento à guerra, foram ignorados.

## Casamento

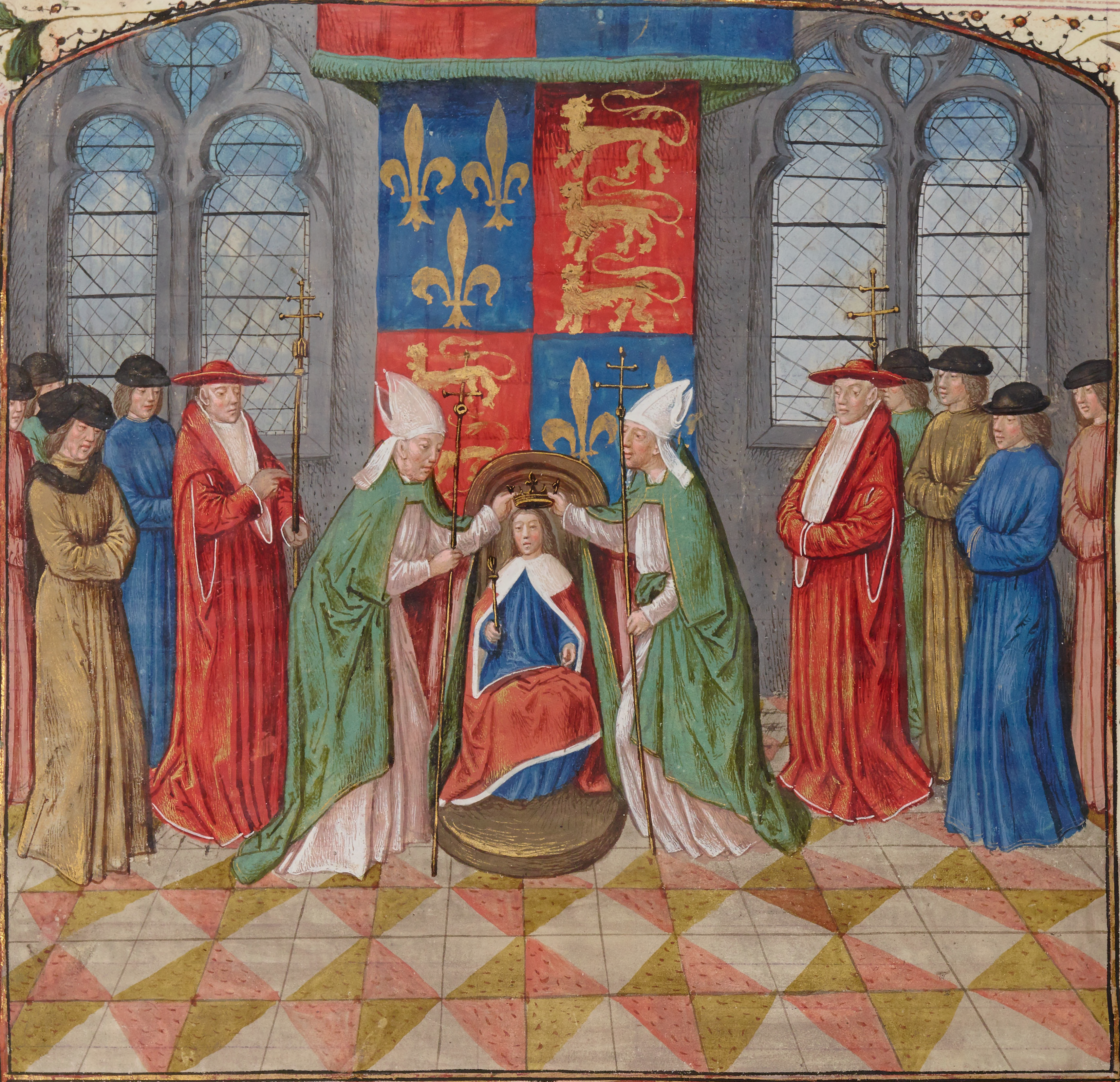
Um retrato de meados do século XV da Bibliothèque Nationale de France que mostra Henrique a ser coroado rei de França na catedral de Norte-Dame de Paris em 16 de dezembro de 1431

À medida que a situação militar dos ingleses se deteriorava na França, na Inglaterra começava a falar-se de arranjar um casamento para o rei que fortalecesse as ligações estrangeiras de Inglaterra e facilitasse um acordo de paz entre os países em guerra. Em 1434, o conselho inglês sugeriu que a paz com os escoceses poderia ser conseguida através de um casamento entre Henrique e uma das filhas do rei Jaime I da Escócia, mas a proposta não seu em nada. Durante o Congresso de Arras em 1435, os ingleses deram a ideia de uma união entre Henrique e uma filha do rei Carlos VII da França, mas os armagnacs recusaram-se sequer a considerar a sugestão, a menos que Henrique renunciasse à sua pretensão ao trono francês. Outra proposta, em 1438, a uma filha do rei Alberto II da Germânia também falhou.
As perspetivas da Inglaterra começaram a melhorar quando os senhores franceses começaram a esforçar-se mais para resistir ao poder cada vez mais da monarquia francesa, um conflito que culminou na Revolta de Praguerie de 1440. Apesar de os ingleses não terem conseguido tirar vantagem de Praguerie em si, a perspetiva de conseguirem uma aliança com um dos nobres mais rebeldes de Carlos VII era atrativa, de uma perspetiva militar. Por volta de 1441, Carlos, Duque de Orleães, que tinha sido resgatado recentemente, numa tentativa de obrigar Carlos VII a chegar a um acordo de paz com a Inglaterra, sugeriu um casamento entre Henrique VI e uma das filhas de João IV, Conde de Armagnac, um nobre poderoso do sudoeste de França que se encontrava em conflito com a coroa de Valois. Uma aliança com Armagnac teria ajudado a proteger a Gasconha inglesa de ameaças franceses crescentes na região, especialmente face às deserções do inimigo por parte de vassalos ingleses locais, e podia ajudar a aproximar outros nobres franceses da causa inglesa. A proposta foi considerada seriamente entre 1441 e 1443, mas uma campanha militar francesa intensa em 1442 contra a Gasconha interferiu com o trabalho dos embaixadores e assustou o Conde de Armagnac, que começou a duvidar do plano. O acordo acabou por ser abandonado devido a problemas na encomenda de retratos das filhas do conde e à prisão deste por homens de Carlos VII em 1443.

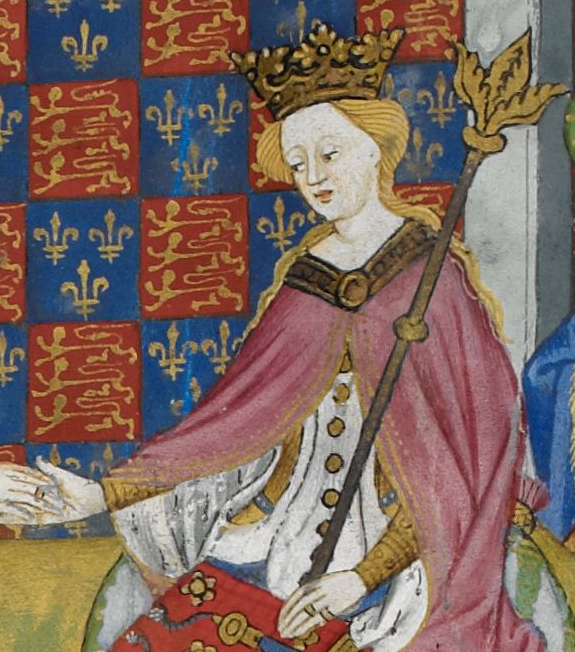
Margarida de Anjou no Talbot Shrewsbury Book, 1444-45

O Cardeal Beaufort e o Conde de Suffolk convenceram Henrique de que a melhor forma de conseguir paz com a França seria através de um casamento com Margarida de Anjou, a sobrinha do rei Carlos VII. Henrique concordou, principalmente depois de ouvir histórias sobre a beleza estonteante de Margarida, e enviou Suffolk para negociar com Carlos, que autorizou o casamento com a condição de que não teria de fornecer o tradicional dote e que receberia a província de Maine dos ingleses. Estas condições foram acordadas no Tratado de Tours de 1444, mas a concessão de Maine foi mantida em segredo do Parlamento, uma vez que se sabia que isto seria bastante mal visto pelo povo inglês. O casamento decorreu na Abadia de Titchfield em 23 de abril de 1445, um mês depois do 15.º aniversário de Margarida. Ela chegou com a sua casa real já estabelecida. Esta era composta na sua maioria não por angevinos, mas por membros da criadagem de Henrique. Este aumento da casa real, que aumentou ainda mais após o nascimento do seu filho, Eduardo de Westminster, em 1453, levou a um aumento da despesa.
Henrique vacilou na concessão de Maine a Carlos, por saber que tal não seria aceite pelo povo inglês, nem pelos duques de Glouscester e de Iorque, mas também porque Maine era vital para a defesa da Normandia. Porém, Margarida estava determinada a que a promessa fosse cumprida. Quando o tratado se tornou público em 1446, a raiva do povo virou-se para o Conde de Sulffok, mas Henrique e Margarida estavam determinados a protegê-lo.

## Ascendência de Suffolk e Somerset

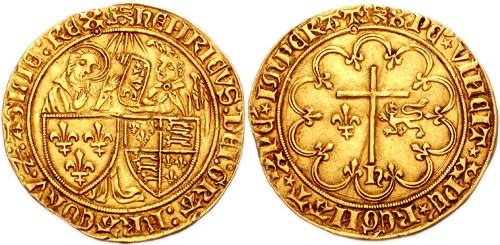
Salut d'or, que mostra Henrique como rei da Inglaterra e da França

Em 1447, o rei e a rainha convocaram o Duque de Gloucester para aparecer perante o parlamento em virtude de uma acusação de traição. A rainha Margarida não tolerava qualquer deslealdade para com o seu marido e o reino e era informada de qualquer suspeita. Esta ação foi instigada pelos inimigos de Gloucester: o conde de Suffolk, que Margarida tinha em grande estima, o Cardeal Beaufort e o seu sobrinho, Edmundo Beaufort, Conde de Somerset. Gloucester foi preso em Bury St Edmunds onde morreu, provavelmente de ataque cardíaco (apesar de haver rumores contemporâneos que falassem de envenenamento) antes de ser julgado.
Após este episódio, o duque de Iorque, sendo o duque mais poderoso do reino e também um agnado e herdeiro de Eduardo III (tendo, segundo alguns, um direito mais forte ao trono do que o próprio Henrique VI) tinha a melhor hipótese de suceder ao trono. Porém, ele foi excluído da corte e enviado para a Irlanda, enquanto os seus opositores, os condes de Suffolk e de Somerset, foram promovidos a duques, um título que na altura ainda estava reservado aos parentes mais próximos do monarca. O novo duque de Somerset foi enviado para França para assumir o comando das forças inglesas. Esta posição prestigiante tinha pertencido ao duque de Iorque, que ficou consternado por não ter continuado na mesma e por ver o seu inimigo a ficar com o seu lugar.
Nos últimos anos do reinado de Henrique, o monarca tornou-se cada vez mais impopular devido ao colapso da lei e da ordem, à corrupção, à distribuição de terras reais pelos favoritos da corte do rei, ao estado problemático das finanças da coroa e à perda de territórios na França. Em 1447, esta falta de popularidade assumiu a forma de uma campanha dos Comuns contra William de la Pole, 1.º duque de Suffolk, que era a figura mais odiada da corte do rei e visto como um traidor. Ele foi impugnado pelo Parlamento e a população de Londres começou a pedir o sangue de Suffolk a ponto de este ter admitido sentir-se alarmado a Henrique. Henrique acabou por ser obrigado a enviá-lo para o exílio, mas o navio de Suffolk foi interceptado no Canal da Mancha. Suffolk foi assassinado e o seu corpo foi encontrado na praia de Dover.
Em 1449, o duque de Somerset, que liderava a campanha militar na França, voltou a entrar em guerra na Normandia (apesar de anteriormente ter sido um dos maiores defensores da paz), mas no outono os franceses já tinham avançado até Caen. Em 1450, os franceses tinham tomado posse de toda a província que tanto custou a Henrique V conquistar. Os soldados que voltavam a casa e que muitas vezes não tinham sido pagos, contribuíram para o aumento da criminalidade no sul de Inglaterra. Jack Cade liderou uma revolta em Kent em 1450, dando a si próprio o nome de "John Mortimer", aparentemente em apoio ao duque de Iorque e passando a viver na pousada White Hart em Southwark (o coração branco tinha sido o símbolo de Ricardo II, o rei deposto). Henrique chegou a Londres com um exército para esmagar a revolta, mas depois de descobrir que Cade tinha fugido, manteve a maioria dos soldados longe, enviando apenas uma pequena força que seguiu os rebeldes e os apanhou em Sevenoaks. Esta fuga foi tática: Cade emboscou a força na Batalha de Solefields e regressou para ocupar Londres. No final de contas, a revolta não deu em nada e Londres foi reconquistada poucos dias depois da desordem, mas tal deveu-se principalmente aos esforços dos seus habitantes e não do exército. No entanto, a revolta mostrou que a população estava bastante descontente.
Em 1451, o Ducado da Aquitânia, controlado pela Inglaterra desde os tempos do rei Henrique II, foi perdido. Em outubro de 1452, num avanço inglês sobre a Aquitânia estes conseguiram reconquistar Bordéus e estavam a ter algum sucesso, mas em 1453 voltaram a perder Bordéus e Calais passou a ser o único território inglês que restava no continente europeu.

## Doença do rei e ascendência de Iorque

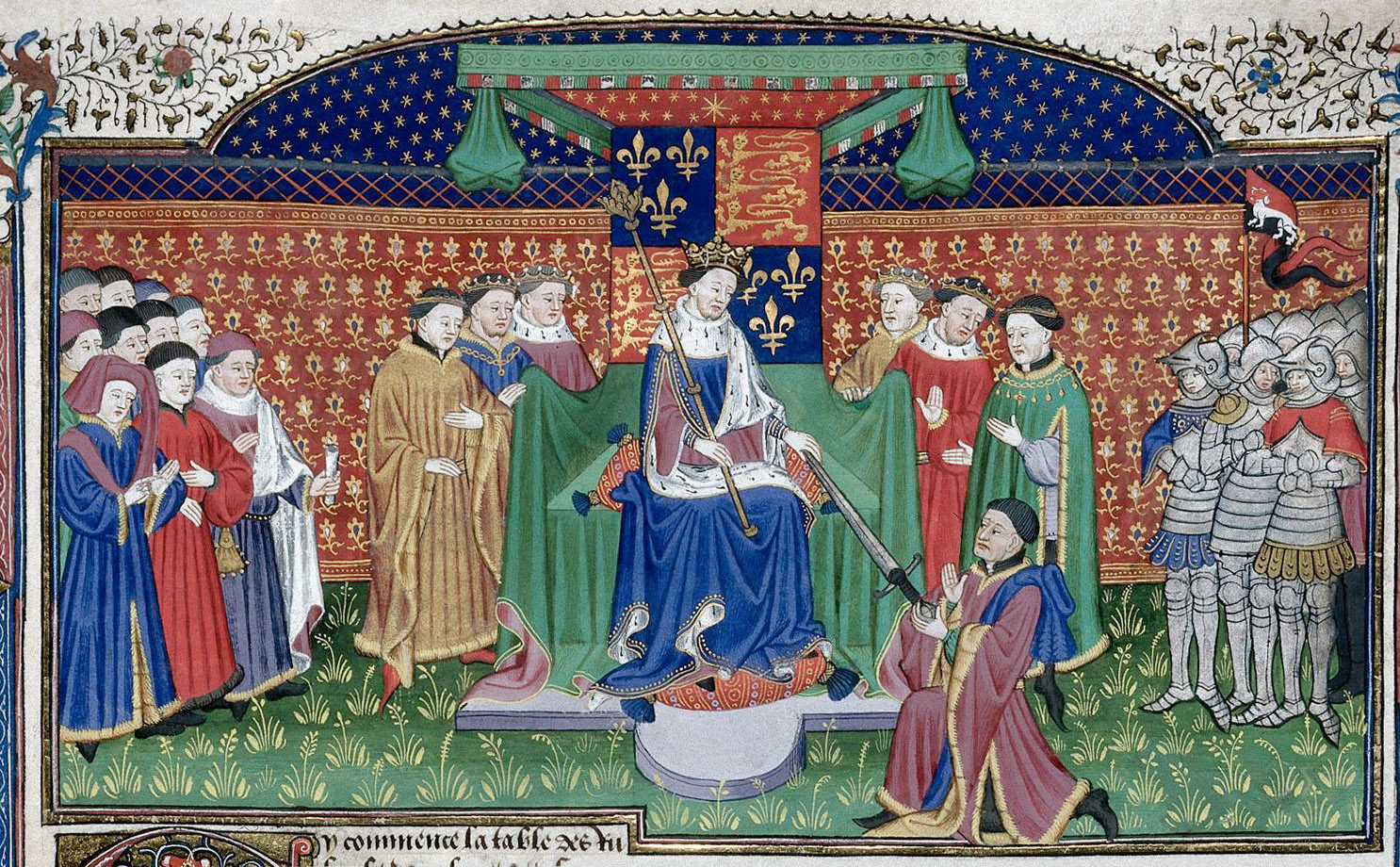
Ilustração de Henrique no seu trono do Talbot Shrewsbury Book, 1444–45

Em 1452, o Duque de Iorque foi persuadido a regressar da Irlanda, a retomar o seu lugar legítimo no conselho e a pôr fim ao mau governo. A sua causa era popular e, em pouco tempo, ele conseguiu reunir um exército em Shrewsbury. Entretanto, os membros corte conseguiram reunir um exército com um tamanho semelhante em Londres. Os dois exércitos enfrentaram-se no sul de Londres e o Duque de Iorque apresentou uma lista de reivindicações e exigências à corte, que incluíam a prisão de Edmundo Beaufort, Duque de Somerset. Ao início, o rei aceitou as exigências do Duque de Iorque, mas Margarida interveio para evitar a prisão de Beaufort. Em 1453, a influência de Somerset tinha sido restaurada e o Duque de Iorque encontrava-se novamente isolado. A corte também se fortaleceu com o anúncio da gravidez da rainha.
Porém, em agosto de 1453, Henrique sofreu um esgotamento, possivelmente em consequência das notícias de que o seu exército tinha sido derrotado na decisiva Batalha de Castillon. O rei deixou de reagir a tudo o que se passava à sua volta durante mais de um ano, até ao nascimento do seu filho, Eduardo. Henrique pode ter herdado a doença psiquiátrica de Carlos VI de França, o seu avô materno, que foi afetado por períodos intermitentes de insanidade nos últimos 30 anos da sua vida. Durante a sua crise de insanidade, Henrique VI foi tratado pelos cirurgiões Gilbert Kymer e John Marchall.
Entretanto, o Duque de Iorque tinha conseguido um aliado muito importante: Ricardo Neville, o 16.º Conde de Warwick, um dos magnatas mais influentes e provavelmente mais rico do que o próprio Iorque. O Duque de Iorque foi nomeado regente e Protetor do Reino em 1454. A rainha foi excluída por completo e Edmundo Beaufort foi preso na Torre de Londres enquanto os apoiantes de Iorque espalhavam rumores de que Eduardo não era filho do rei, mas de Beaufort. Para além desta situação, os meses de regência do Duque de Iorque foram passados a tratar do problema do excesso de despesas do governo.

## Guerra das Rosas
Por volta do dia de Natal de 1454, o rei Henrique já tinha recuperado a sanidade. Alguns nobres insatisfeitos, que tinham conquistado poder durante o reinado de Henrique, especialmente os condes de Warwick e de Salisbury, tomaram controlo da situação. Estes apoiaram as reivindicações da rival Casa de Iorque, primeiro para controlar o governo e depois para assumir o trono, afirmando que o Duque de Iorque tinha mais direito ao trono por ser um descendente mais direto de Eduardo III. O Duque de Iorque acabou por ser nomeado sucessor de Henrique VI, apesar de ser mais velho. Em 1457, Henrique criou o Conselho de Gales e das Marcas para o seu filho, o príncipe Eduardo e, em 1458, tentou unir as fações em conflito ao organizar o Dia do Amor em Londres.
Apesar destas tentativas de reconciliação, as tensões entre as casas de Lencastre e de Iorque acabaram por levar a uma guerra aberta. Os seus exércitos enfrentaram-se na Batalha de Northampton em 10 de julho de 1460, onde o rei foi capturado e preso pelos Iorquistas. A rainha Margarida, que também se encontrava na batalha, conseguiu fugir com o seu filho, o príncipe. Os dois fugiram pelo País de Gales e chegaram à Escócia, onde ela encontrou refúgio na corte da rainha regente, Maria de Gueldres, que tinha ficado viúva do rei Jaime II há pouco tempo. Aí, Margarida conseguiu apoio para o seu marido.
Foi sobretudo sob a liderança de Margarida que a resistência dos Lencastre se manteve no norte de Inglaterra durante o início do reinado de Eduardo IV, mas a sorte não lhe sorriu no campo de batalha. Ao mesmo tempo que a causa de Henrique começava a parecer cada vez mais perdida em termos militares, uma embaixada inglesa na Escócia, centrada na figura do Conde de Warwick em nome de Eduardo enfraqueceu ainda mais o interesse da corte escocesa em termos políticos. Após a morte da rainha-mãe em novembro de 1463, a Escócia procurava ativamente a paz com a Inglaterra e o rei exilado atravessou a fronteira para tentar a sua sorte com os nobres do norte de Inglaterra e do País de Gales que ainda lhe eram leais.
Após a derrota na Batalha de Hexham em 15 de maio de 1464, Henrique passou a ser um fugitivo no seu próprio país e continuou a encontrar segurança em várias casas dos Lencastre no norte de Inglaterra. Enquanto se encontrava escondido em Waddington Hall, em Waddington, a casa de Sir Richard Tempest, Henrique foi traído por um "monge negro de Addington" e, em 13 de julho de 1464, um grupo de homens fiéis à casa de Iorque, que incluíam o irmão de Sir Richard, John, entraram na casa para o prenderem. Henrique fugiu para uma floresta ali perto, mas não demorou muito até ser capturado em Brungerley Hippings. Depois, foi preso na Torre de Londres.

## Regresso ao trono
A rainha Margarida, que foi exilada na Escócia e mais tarde na França, estava determinada a reconquistar o trono para o seu marido e filho, Eduardo de Westminster. Sozinha havia pouco que podia fazer. Porém, o rei Eduardo IV acabou por se desentender com dois dos seus principais apoiantes, Ricardo Neville, Conde de Warwick, e o seu irmão mais novo, Jorge, Duque de Clarence. A pedido do rei Luís XI de França, estes formaram uma aliança secreta com Margarida. Depois de casar a sua filha Ana com o filho de Henrique e Margarida, Warwick regressou a Inglaterra, forçou Eduardo IV a ir para o exílio e voltou a colocar Henrique VI no trono em 3 de outubro de 1470. Porém, nesta altura, os anos que tinha passado escondido, seguidos de anos na prisão, tinham afetado bastante Henrique. Warwick e Clarence acabaram por reinar no seu lugar.
O regresso de Henrique ao trono durou menos de seis meses. Warwick acabou por abusar dos seus poderes quando declarou guerra à Borgonha e o seu governante, Carlos, o Audaz reagiu com o fornecimento da ajuda de que Eduardo VI precisava para regressar ao trono. Eduardo regressou a Inglaterra no início de 1471 e reconciliou-se com Clarence. Warwick foi morto na Batalha de Barnet em 14 de abril e os apoiantes da Casa de Iorque tiveram uma vitória decisiva na Batalha de Tewkesbury em 4 de maio. O filho de Henrique VI, Eduardo, morreu nesta batalha.

## Prisão e morte

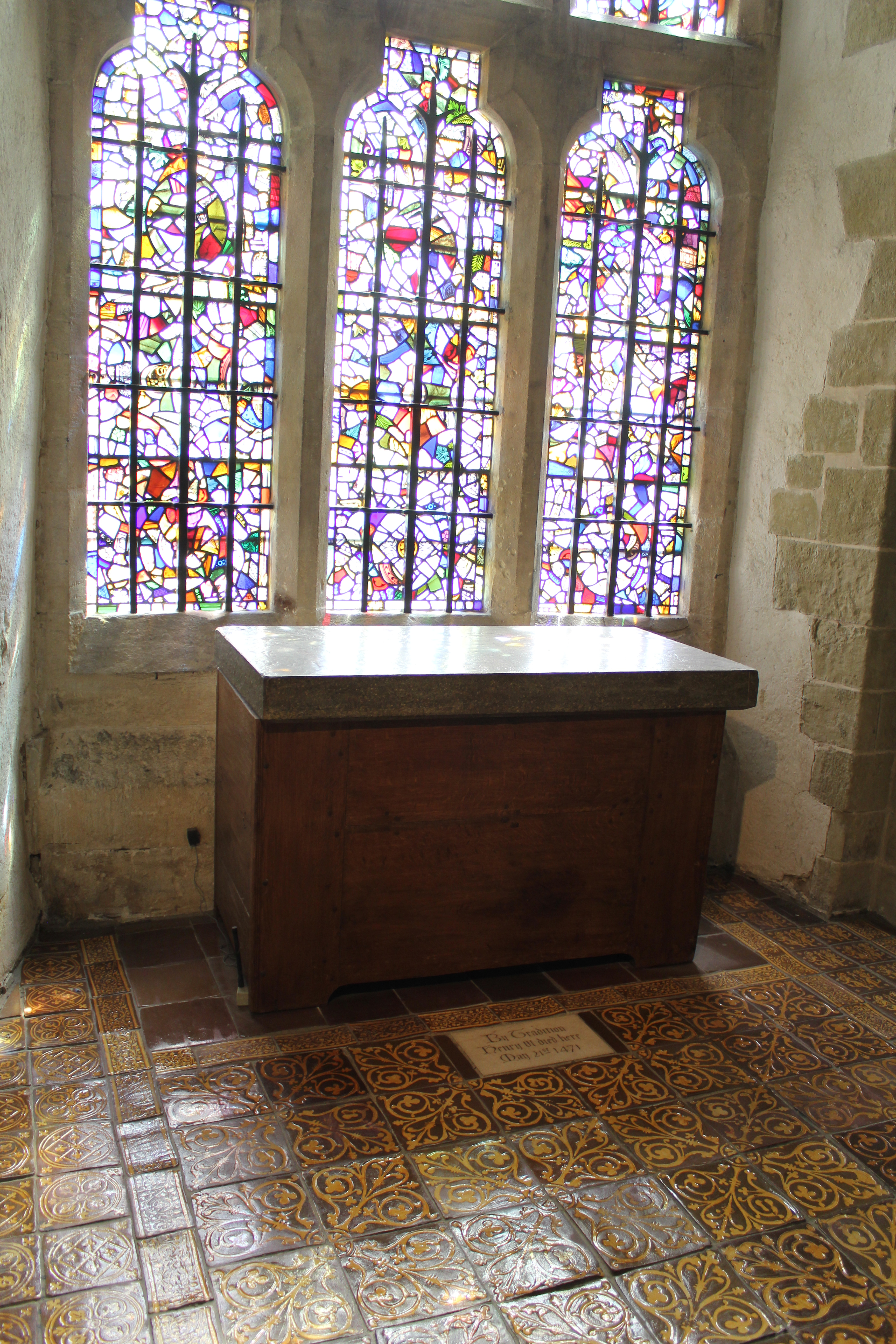
Wakefield Tower, que é tratada como o local da morte de Henrique VI para fins cerimoniais

Henrique voltou a ser preso na Torre de Londres e, quando a comitiva real chegou a Londres, ele foi dado como morto. As crónicas e documentos oficiais dizem que o rei deposto morreu na noite de 21 de maio de 1471. O mais provável é que os seus inimigos o tenham mantido vivo até essa data em vez de deixarem os apoiantes da Casa de Lencastre terem um líder mais formidável na figura do filho de Henrique, Eduardo. Porém, quando os apoiantes mais proeminentes dos Lencastre já tinham morrido ou partido para o exílio, tornou-se claro que Henrique VI seria um fardo para o reinado de Eduardo IV. O medo comum era a possibilidade de outro nobre usar a instabilidade mental do rei para o seu benefício.
Segundo a Historie of the arrivall of Edward IV, uma crónica oficial favorável a Eduardo IV, Henrique morreu de melancolia depois de ser informado da Batalha de Tewkesbury e da morte do seu filho. Porém, suspeita-se que Eduardo IV, que voltou a ser coroado na manhã a seguir à morte de Henrique, tenha ordenado a sua morte.
O livro de Sir Thomas More, History of Richard III afirma explicitamente que Ricardo III, que na altura era o Duque de Gloucester, matou Henrique. More pode ter formado a sua opinião a partir do livro Mémoires de Philippe de Commines. Outra fonte contemporânea, a Wakefield's Chronicle, avança a data de 23 de maio como a da morte de Henrique, um dia em que Ricardo, que na altura tinha apenas 18 anos, não se encontrava em Londres.
A tradição moderna diz que a morte de Henrique VI ocorreu na Wakefield Tower, que faz parte da Torre de Londres, mas não existem provas que o suportem e é pouco provável visto que o local era usado para armazenar documentos na altura. O local de morte de Henrique é desconhecido, apesar de se saber que ele estava preso na Torre de Londres.
O rei Henrique VI foi enterrado na Abadia de Chertsey, mas, em 1484, Ricardo III ordenou que o seu corpo fosse transladado para a Capela de São Jorge no Castelo de Windsor. Quando o corpo foi exumado em 1910, descobriu-se que tinha 1,75 metros de altura. O cabelo claro estava coberto de sangue e havia danos no crânio, o que sugere que a morte de Henrique foi violenta.

## Legado

### Arquitetura e educação

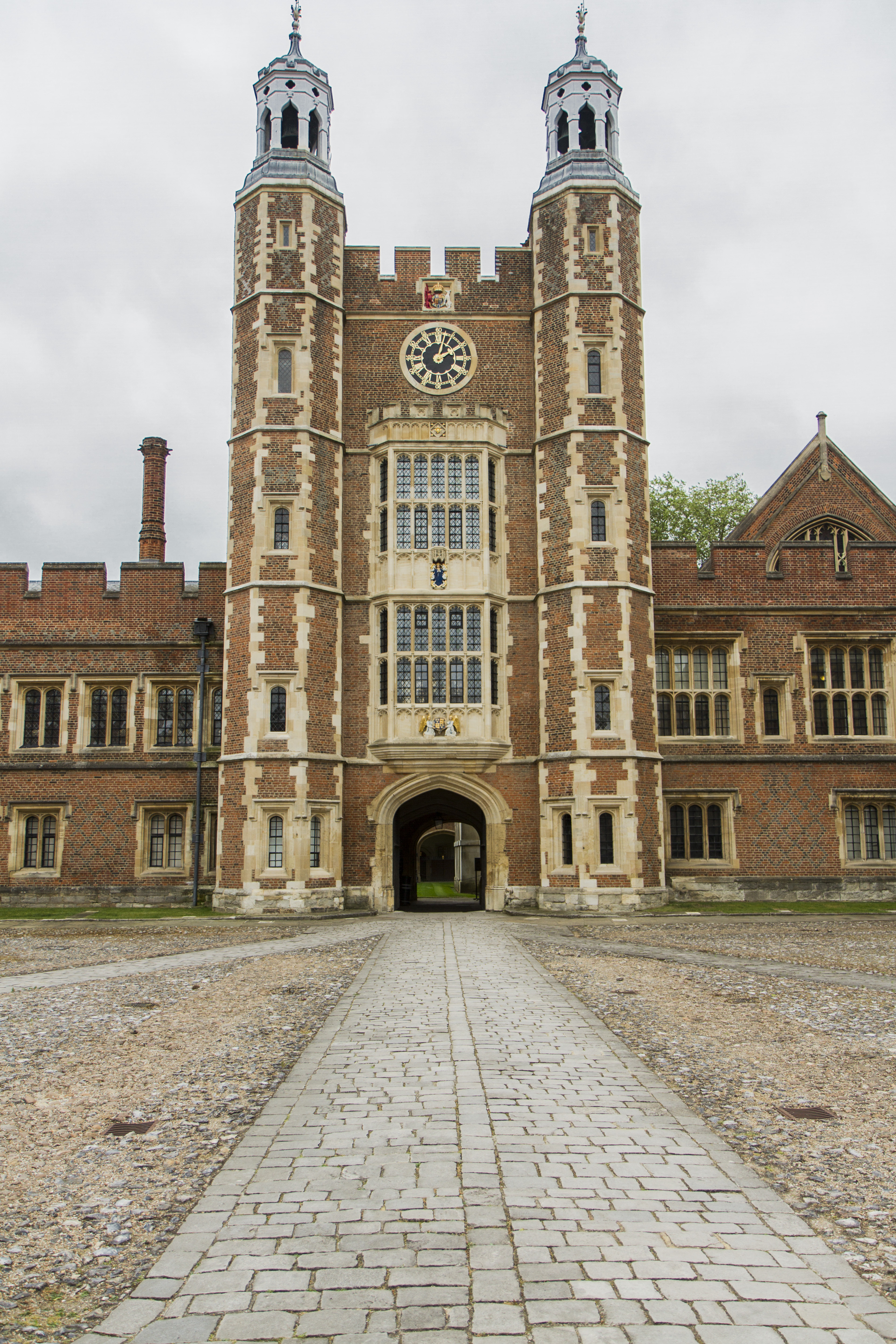
Eton College, fundado por Henrique VI

Um feito duradouro de Henrique VI foi a sua promoção da educação: ele fundou o Eton College, a King's College em Cambridge e a All Souls College em Oxford. Henrique deu continuidade ao apoio à arquitetura iniciado pelo seu pai: as capelas de King's College e de Eton College e a maioria das suas comissões arquitetónicas consistiram num estilo eclesiástico gótico ou perpendicular com uma fundação monástica ou educacional associada. Todos os anos, no aniversário da morte de Henrique VI, os reitores de Eton e de King's College colocam lírios brancos e rosas, os emblemas florais das escolas, no local da Wakefield Tower da Torre de Londres onde, segundo as lendas, Henrique VI foi assassinado enquanto se ajoelhava para rezar. Há uma cerimónia parecida na sua campa na Capela de São Jorge.

### Culto póstumo
Foram atribuídos milagres a Henrique e ele foi informalmente considerado um santo e mártir a quem as pessoas recorriam em casos de adversidade. O culto anti-iorquista foi encorajado por Henrique VII como forma de propaganda dinástica. Foi organizado um volume com os milagres atribuídos a Henrique na Capela de São Jorge, para onde Ricardo III ordenou a sua transladação e Henrique VII começou a construir uma capela na Abadia de Westminster para colocar as relíquias de Henrique VI. Vários milagres de Henrique VI tinham uma dimensão política, entre eles a cura de uma menina que sofria do mal do rei e cujos pais se recusaram a levá-la à presença do usurpador Ricardo III. Na altura do cisma de Henrique VIII com Roma, a canonização de Henrique VI estava em andamento. Ainda existem hinos dedicados a ele e, até à Reforma, o seu chapéu foi mantido no seu túmulo em Windsor. Os peregrinos colocavam-no para pedir a ajuda de Henrique contra enxaquecas.

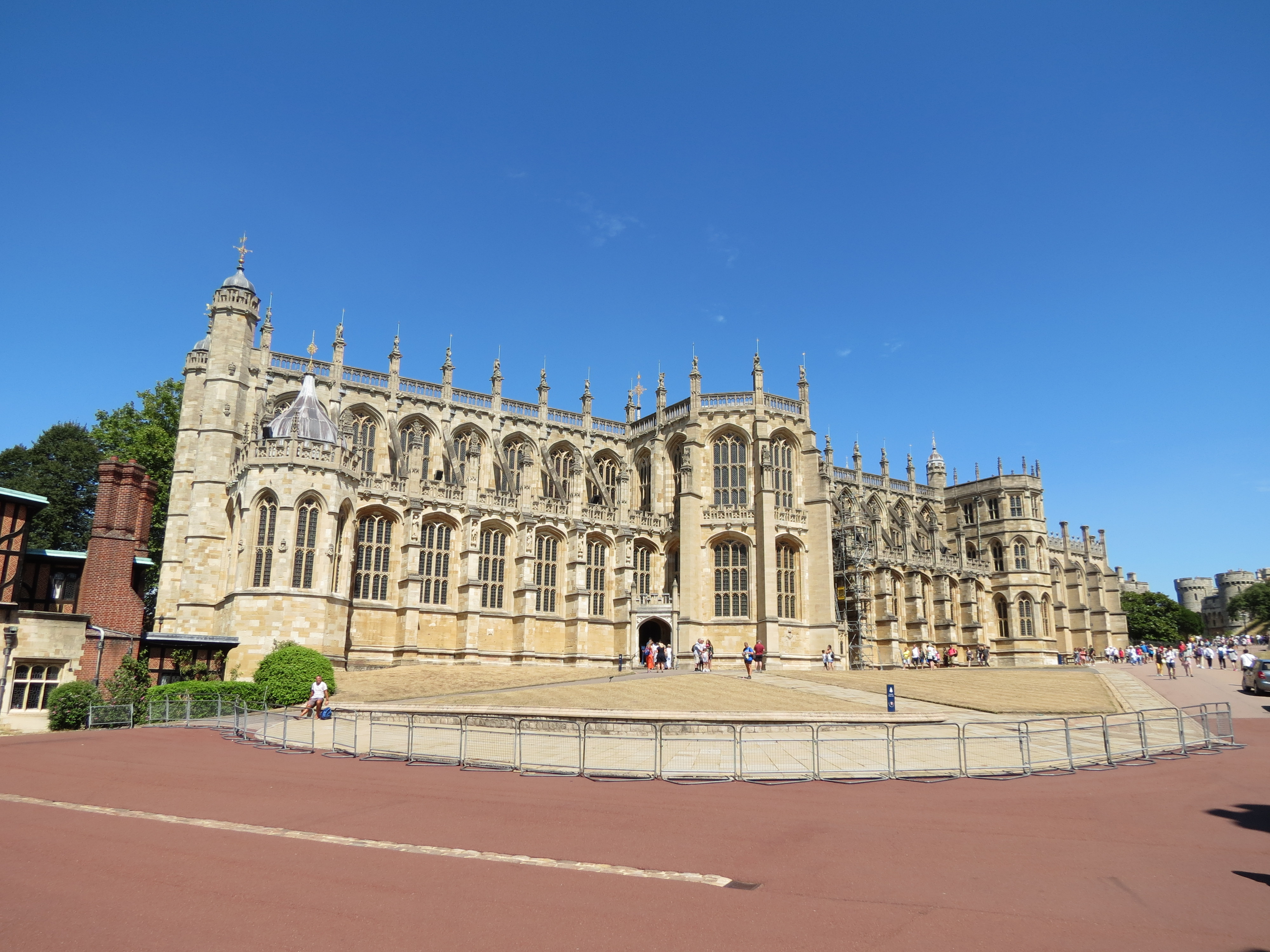
Capela de São Jorge em Windsor, onde Henrique VI foi enterrado

Vários milagres foram atribuídos ao rei morto, incluindo a ressurreição da vítima da peste, Alice Newnett, e a sua aparição à mesma enquanto ela estava a ser embrulhada na sua mortalha. Henrique também interveio na tentativa de enforcamento de um homem que tinha sido condenado injustamente à morte, acusado de roubar algumas ovelhas. Henrique colocou a sua mão entre a corda e a traqueia do homem e manteve-o vivo. Depois, o homem acordou no carrinho que o estava a levar para ser enterrado. Henrique também era capaz de ferir pessoas como quando cegou John Robyns depois de este amaldiçoar o "Santo Henrique". Robyns só ficou curado depois de ter feito uma peregrinação ao túmulo do rei Henrique. Um ato especialmente devoto associado ao culto de Henrique VI era dobrar uma moeda de prata como uma oferenda ao santo para que ele fizesse um milagre. Uma história fala de uma mulher, Katherine Bailey, que estava cega de um olho. Quando ela estava ajoelhada durante a missa, um estranho disse-lhe para dobrar uma moeda para oferecer ao rei Henrique. Ela prometeu que o faria e, quando o padre levantou a hóstia para a comunhão, a sua cegueira parcial foi curada.
Apesar de o túmulo de Henrique VI se ter tornado num destino de peregrinação bastante popular nas primeiras décadas do século XVI, com o passar do tempo, deixou de ser necessário legitimar o domínio dos Tudor e o seu culto foi desaparecendo.

### Henrique VIde William Shakespeare e adaptações

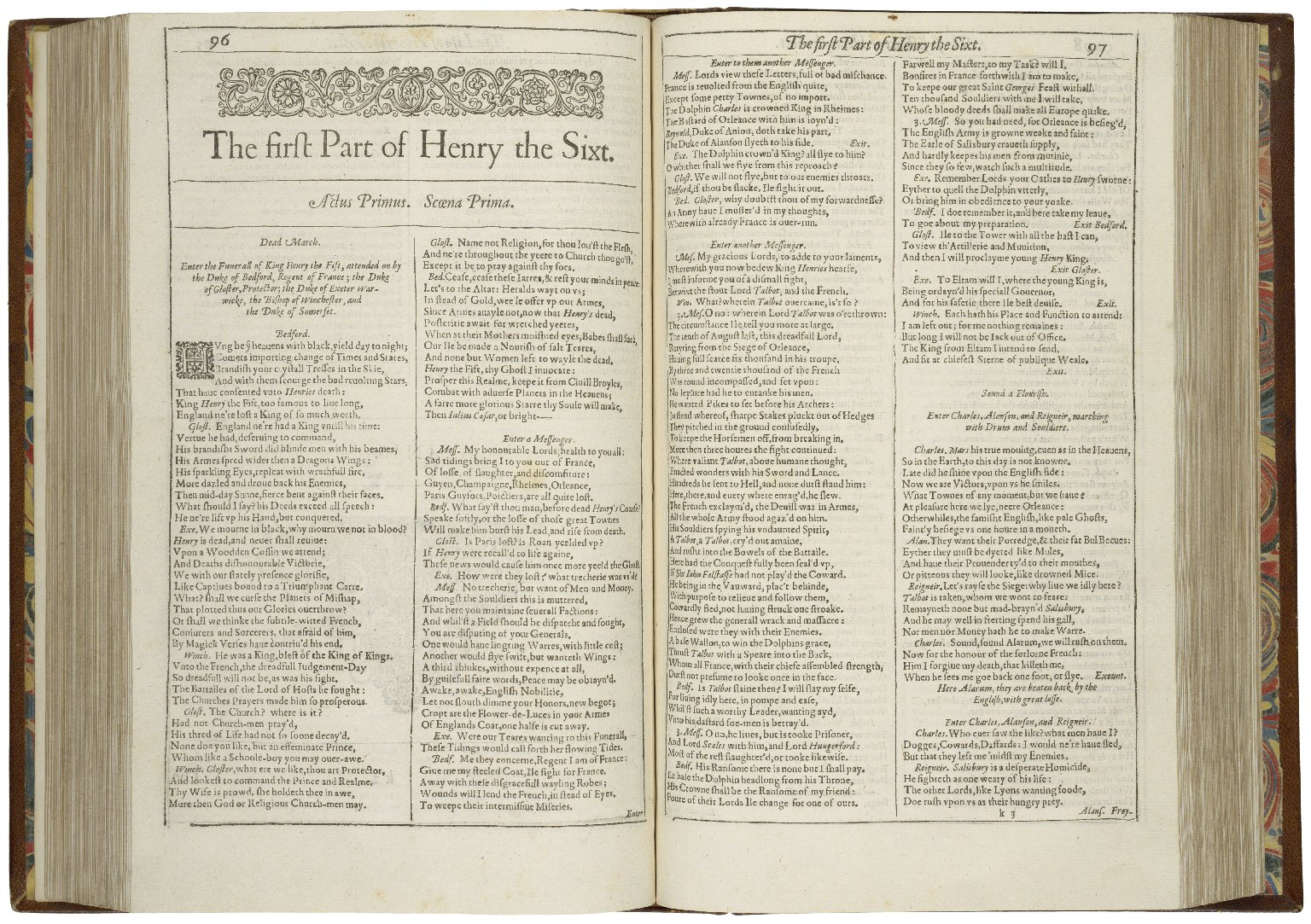
Primeira página da peça Henrique VI de William Shakespeare

Em 1590, William Shakespeare escreveu uma trilogia de peças sobre a vida de Henrique VI: Henrique VI, Parte 1; Henrique VI, Parte 2 e Henrique VI, Parte 3. O seu cadáver e fantasma também surgem em Ricardo III. A caracterização que Shakespeare faz de Henrique é notória por não mencionar a insanidade do rei. Esta escolha pode ter tido motivações políticas para que este não ofendesse a rainha Isabel I, cuja família era descendente da família Lencastre de Henrique. Em vez disso, Henrique é caracterizado como um homem devoto e pacífico que não era adequado para a coroa. Ele passa a maioria do tempo a contemplar a Bíblia e a expressar o seu desejo de ser qualquer coisa menos o rei. O Henrique de Shakespeare é fraco e facilmente influenciável, o que permite que Margarida e os seus aliados controlem as suas decisões, e não consegue defender-se da pretensão de Iorque ao trono. Na peça, Henrique só faz uma ação por vontade própria: pouco antes de ser assassinado, amaldiçoa Ricardo de Gloucester.
Nas adaptações ao ecrã das peças, Henrique já foi interpretado por: James Berry na curta-metragem muda Richard III; Terry Scully na série de 1960 da BBC, An Age of Kings, que contém todas as peças históricas de Ricardo II a Ricardo III; Carl Wery na versão televisiva da Alemanha Ocidental, König Richard III; David Warner em The Wars of the Roses, uma adaptação da companhia teatral Royal Shakespeare Company das três partes de Henrique VI que foi filmada; Peter Benson na versão de 1983 da BBC das três partes de Henrique VI e Ricardo III; Paul Brennen na versão para o cinema de todas as peças históricas da companhia de teatro English Shakespeare Company; Edward Jewesbury na versão para o cinema de Ricardo III com Ian McKellen no papel de Ricardo; James Dalesandro numa adaptação moderna para o cinema de Ricardo III para o cinema; e Tom Sturridge com Benedict Cumberbatch no papel de Ricardo III na segunda temporada da série The Hollow Crown, transmitida pela BBC em 2016.

### Opiniões
No geral, Henrique VI é considerado um rei fraco e incompetente que não fez nada para acalmar a Guerra das Rosas. O historiador Dan Jones descreve Henrique como "um rei louco" que "permitiu que se abrisse uma ferida no seu país". A opinião geral é a de que Henrique preferia resolver os problemas através da diplomacia em vez de guerra no contexto da Guerra dos Cem Anos, algo que contrastava com as ações do seu pai, Henrique V, que liderou a vitória heroica de Azincourt. Isto permitiu que Henrique fosse bastante influenciado por vários nobres, como foi o caso de William de la Pole, que comandou derrotas significativas para a Inglaterra em França, como é o caso do Cerco de Orleães. Por outro lado, muitos historiadores veem Henrique como um rei devoto e generoso que foi vítima de um reinado instável em virtude da usurpação de Ricardo II. John Blacman, o chapelão pessoal de Henrique, descreveu o rei como um homem que não tinha "nada de patife, nem de grosseiro".